# 소니
소니(Sony Corporation)는 소니그룹의 엔터테인먼트, 테크놀로지 & 서비스 (ET&S) 사업 부문 자회사이다. 이미징 제품, 가전 및 오디오, 모바일 제품 등의 개발, 생산, 판매를 담당한다.
2020년 4월 소니의 전자제품·솔루션(EP&S) 부문 자회사들을 총괄하는 중간지주회사로서 소니전자 주식회사가 설립되었다.
2021년 4월 1일 소니전자의 모회사 소니가 소니그룹으로 사명(社名)을 변경하였고, 소니전자와 산하의 전자제품·솔루션(EP&S) 부문 자회사들이 한 회사로 통합하며 소니라는 사명을 이어받았으며, 그룹의 전자사업을 담당하게 되었다.
2022년 소니는 사업단위 명칭을 '엔터테인먼트·테크놀로지&서비스(ET&S)'로 변경하였다.

## 논란
- 사내 지역활동에 대한민국을 삭제하여 비판을 받고 있다.[3]